# Fissidens sarcophyllus
Fissidens sarcophyllus là một loài Rêu trong họ Fissidentaceae. Loài này được Müll. Hal. ex Dusén mô tả khoa học đầu tiên năm 1895.